# Liste der geschützten Landschaftsbestandteile in Solingen
Die Liste der geschützten Landschaftsbestandteile in Solingen enthält die geschützten Landschaftsbestandteile im Gebiet der Stadt Solingen in Nordrhein-Westfalen.
Die Ausweisung der geschützten Landschaftsbestandteile erfolgte im Landschaftsplan der Stadt.

## Liste
| Nr.    | Name                                              | Fläche (ha) | Lage | Bild           | weitere Informationen |
| ------ | ------------------------------------------------- | ----------- | ---- | -------------- | --- |
| 2.4.1  | Wupperhang westlich der Freileitung               | 1,47        | ⊙    |                | Seit 1970 als LSG, seit 1987 als LSG mit besonderen Festsetzungen ausgewiesen. Naturnaher Buchenwald mit standorttypischer Ausprägung in einer steilen Hanglage. |
| 2.4.2  | Terrassenleiste des Eschbaches bei Kellershammer  | 0,28        | ⊙    | weitere Bilder | Seit 1987 als LSG mit besonderen Festsetzungen ausgewiesen. Naturnaher Laubwald mit standorttypischer Ausprägung. Gut erhaltene Terrassenleiste am Hang im Mündungswinkel zwischen Eschbach und Lobach. |
| 2.4.3  | Eichen-Hangwald Hammersberg                       | 16          | ⊙    |                | Seit 1987 als LSG ausgewiesen. Hangwald mit naturnaher Laubwaldbestockung mit seiner typischen Flora und Fauna. |
| 2.4.4  | Hang des Mühlenberges bei Untenrüden              | 7,54        | ⊙    |                | Seit 1970 als LSG, seit 1987 als LSG mit besonderen Festsetzungen ausgewiesen. Südexponierter Eichen-Birkenwald und Buchenwald trocken-warmer Standorte. |
| 2.4.5  | Hang der Wupper bei Wipperaue                     | 5,89        | ⊙    |                | Seit 1970 als LSG, seit 1987 als LSG mit besonderen Festsetzungen ausgewiesen. Erhalt des Laubmischwaldes für den Bodenschutz im Hinblick auf die starke Hangneigung. |
| 2.4.6  | Burbachtal                                        | 2,29        | ⊙    |                | Seit 1970 als LSG, seit 1987 als LSG mit besonderen Festsetzungen ausgewiesen. Naturnaher Bruchwaldes und extensiv genutzte magere Wiese. |
| 2.4.7  | Börkhauser Bachtal                                | 8,69        | ⊙    |                | Seit 1970 als LSG, seit 1987 zum Teil als LSG mit besonderen Festsetzungen ausgewiesen. Lebensraum Börkhauser Bach mit den bachbegleitenden Gehölzen und Feuchtwiesen. |
| 2.4.8  | Buchenaltholzbestand am Viehbach bei Krüdersheide | 4,1         | ⊙    |                | Seit 1970 als LSG, seit 1987 als LSG mit besonderen Festsetzungen ausgewiesen. Bedeutung der naturnahen Fließgewässerabschnitte für seltene Pflanzen und Tiere und eine artenreiche Gewässerfauna, Bedeutung des Buchenaltholzbestandes als Lebensraum und Bruthabitat für seltene und gefährdete Tierarten. |
| 2.4.9  | Erlen-Eschenwald bei Bauermannsheide              | 6,33        | ⊙    |                | Seit 1970 als LSG, seit 1987 als LSG mit besonderen Festsetzungen ausgewiesen. Erhaltung des naturnahen Erlen-Eschen-Auwaldes in größtmöglicher Naturnähe, unter besonderer Berücksichtigung des naturnahen Bachlaufs und des Stillgewässers.                                                                |
| 2.4.10 | Saumbiotope Schmalzgrube                          | 2,51        | ⊙    |                | seit 1987 als LSG ausgewiesen. Erhaltung der wertvolle Flora und Vegetation der Saumbiotope, insbesondere des Vorkommens von Anacamptis pyramidalis. |
| 2.4.11 | Auenwald im Ittertal bei Mittelitter              | 6,34        | ⊙    |                | Seit 1970 als LSG, seit 1987 als LSG mit besonderen Festsetzungen ausgewiesen. Erhaltung des naturnahen Auwaldbereichs in seiner standörtlich typischen Ausprägung mit den typischen Arten und Lebensgemeinschaften.                                                                                         |
| 2.4.12 | Oberes Ittertal                                   | 19,56       | ⊙    |                | Seit 1970 als LSG mit besonderen Festsetzungen ausgewiesen. Bedeutung der naturnahen Fließgewässerabschnitte mit mehreren Meter hohen Prallhängen für seltene Pflanzen und Tiere und eine artenreiche Gewässerfauna.                                                                                         |
| 2.4.13 | Korkenzieherbahn mit Nümmener Bachtal             | 16,21       | ⊙    | weitere Bilder | Seit 1987 teilweise im Geltungsbereich des Landschaftsplans. Die ehemalige Bahntrasse und das Nümmener Bachtal verbinden Habitate von zu schützenden und zu fördernden Populationen von Tier- und Pflanzenarten.                                                                                             |